# Solec-Zdrój (gemeente)
De gemeente Solec-Zdrój is een landgemeente in het Poolse woiwodschap Święty Krzyż, in powiat Buski.
De zetel van de gemeente is in Solec-Zdrój.
Op 30 juni 2004 telde de gemeente 5 039 inwoners.

## Oppervlakte gegevens
In 2002 bedroeg de totale oppervlakte van gemeente Solec-Zdrój 84,9 km², waarvan:
- agrarisch gebied: 84%
- bossen: 8%

De gemeente beslaat 8,78% van de totale oppervlakte van de powiat.

## Demografie
Stand op 30 juni 2004:
| Omschrijving                   | Totaal | Totaal | Vrouwen | Vrouwen | Mannen | Mannen |
| ------------------------------ | ------ | ------ | ------- | ------- | ------ | ------ |
| eenheid                        | aantal | %      | aantal  | %       | aantal | %      |
| inwoners                       | 5 039  | 100    | 2 567   | 50,9    | 2 472  | 49,1   |
| bevolkingsdichtheid (inw./km²) | 59,4   | 59,4   | 30,2    | 30,2    | 29,1   | 29,1   |

In 2002 bedroeg het gemiddelde inkomen per inwoner 1 458,24 zł.

## Administratieve plaatsen (sołectwo)
Chinków, Kików, Ludwinów, Magierów, Piasek Mały, Piestrzec, Solec-Zdrój, Strażnik, Sułkowice, Świniary, Wełnin, Włosnowice, Zagaje Kikowskie, Zagajów, Zagajów-Kolonia, Zagórzany, Zborów, Zielonki, Żuków

## Aangrenzende gemeenten
Busko-Zdrój, Nowy Korczyn, Pacanów, Stopnica
- Virtual International Authority File: 301213944